# Hypocenter
Hypocenter (fra græsk ὑπο (hypo) under) betegner bogstaveligt centret under noget. Begrebet hypocenter benyttes både i seismologi og i militær terminologi, men dog med en delvist forskellig betydning. I begge tilfælde betegner hypocentret stedet under. Men i seismologi er det også centrum for kraftudløsningen, men ikke for skadepåvirkningen. I militær brug er det omvendt. Her betegner hypocentret stedet hvor skaden på mennesker og ejendom sker, men ikke kraftudløsningscentret.

## Seismologi
I seismologi betegner hypocentret det sted hvor et jordskælvs energi frigives. Hypocentret ligger lodret under epicentret, der ligger på Jordens overflade. For større jordskælv er det det punkt, hvor forskydningen på jordskælvsforkastningen, også kaldet Fokus, begynder. Forkastninger er op til 100 km i lodret udstrækning og op til 1.000 km i længde. Hypocentrets dybde er mellem 0 og 700 km.

## Militær terminologi
I militær terminologi er hypocenteret det punkt på jorden, der ligger lige under centrum af en detonation i luften. Fx detoneres kernevåben i luften over målet for at anrette størst mulig skade. Her taler man om hypocenteret som det punkt på jorden lige under kernevåbnets detonation. Oprindeligt har udtrykket ground zero været synonymt med hypocenter, men ground zero benyttes stadigt mere og mere også i andre sammenhæng.
| Geologi | Spire Denne artikel om geologi er en spire som bør udbygges. Du er velkommen til at hjælpe Wikipedia ved at udvide den. |